# Clemente Bocciardo
Pour les articles homonymes, voir Bocciardo.
Clemente Bocciardo dit  il Clementone (Gênes, 1620 - Pise, 1658) est un peintre italien (dont le surnom vient de sa face large).

## Biographie
Élève de  Bernardo Strozzi, Clemente Bocciardo approche ensuite le cercle de Grechetto qu'il suit à Rome pour parfaire sa technique et l'usage de la couleur.
Retourné à Gênes, il démontre sa valeur par sa peinture du grand cénacle pour l'oratoire de la Confraternita di San Germano, et un Corpus Domini pour l'église Sant'Andrea.
Sa maison devient un lieu fréquenté par les jeunes talents comme Giovanni Domenico Capellino et Gioacchino Assereto.
Installé ensuite à Florence, il continue à approfondir son art mais on perd la trace de ses œuvres.
Il meurt jeune, à 38 ans, à Pise.

## Sources
- (it) Cet article est partiellement ou en totalité issu de l’article de Wikipédia en italien intitulé « Clemente Bocciardo » (voir la liste des auteurs).